# Équipe cycliste Sam-Vitalcare-Dynatek
L'équipe cycliste Sam-Vitalcare-Dynatek est une équipe cycliste italienne, ayant le statut d'équipe continentale depuis sa création en 2020.

## Classements UCI
L'équipe participe aux épreuves des circuits continentaux et en particulier de l'UCI Europe Tour. Les tableaux ci-dessous présentent les classements de l'équipe sur les différents circuits, ainsi que son meilleur coureur au classement individuel.
UCI Europe Tour
| UCI Europe Tour | UCI Europe Tour        | UCI Europe Tour                           | UCI Europe Tour |
| Année           | Classement par équipes | Meilleur coureur au classement individuel |                 |
| --------------- | ---------------------- | ----------------------------------------- | --------------- |
| 2020            | 76e                    | Paolo Totò (650e)                         |                 |
| 2021            | 68e                    | Davide Rebellin (485e)                    |                 |
| 2022            | 81e                    | Riccardo Lucca (798e)                     |                 |
|                 |                        |                                           |                 |
| Source : UCI    |                        |                                           |                 |

L'équipe est également classée au Classement mondial UCI qui prend en compte toutes les épreuves UCI et concerne toutes les équipes UCI.
| Classement mondial | Classement mondial     | Classement mondial                        | Classement mondial |
| Année              | Classement par équipes | Meilleur coureur au classement individuel |                    |
| ------------------ | ---------------------- | ----------------------------------------- | ------------------ |
| 2020               | 123e                   | Paolo Totò (815e)                         |                    |
| 2021               | 106e                   | Davide Rebellin (601e)                    |                    |
| 2022               | 138e                   | Riccardo Lucca (1126e)                    |                    |
| 2023               | 187e                   | Kevin Rivera (1567e)                      |                    |
|                    |                        |                                           |                    |
| Source : UCI       |                        |                                           |                    |

## Work Service-Vitalcare-Dynatek en 2024
Effectif
| Effectif 2024                    | Effectif 2024     | Effectif 2024 | Effectif 2024                             |
| Cycliste                         | Date de naissance | Pays          | Équipe précédente                         |
| -------------------------------- | ----------------- | ------------- | ----------------------------------------- |
| Tommaso Bambagioni               | 27 avril 2005     | Italie        |                                           |
| Pierelis Belletta                | 5 février 1999    | Italie        | Biesse-Carrera (2023)                     |
| Antonio Bonaldo                  | 7 octobre 2005    | Italie        |                                           |
| Kevin Bonaldo                    | 9 août 2000       | Italie        | Team Qhubeka (2022)                       |
| Manuel Capra                     | 19 mai 2002       | Italie        |                                           |
| Immanuel D'Aniello               | 3 janvier 2002    | Italie        |                                           |
| Filippo Dignani                  | 25 janvier 2001   | Italie        |                                           |
| Tommaso Farsetti                 | 22 juillet 2005   | Italie        |                                           |
| Davide Ferrari                   | 8 septembre 1999  | Italie        | Beltrami TSA-Marchiol (2020)              |
| Lorenzo Ginestra                 | 20 mars 2025      | Italie        |                                           |
| Jacopo Gioia                     | 1 mars 2005       | Italie        |                                           |
| Samuele Mion                     | 15 juillet 2003   | Italie        |                                           |
| Alessio Nieri (1 janv.–11 avr.)  | 13 avril 2001     | Italie        | Green Project-Bardiani CSF-Faizanè (2023) |
| Christian Danilo Pase            | 26 février 2002   | Italie        |                                           |
| Lucio Pierantozzi                | 2 novembre 1998   | Italie        | Beltrami TSA-Tre Colli (2023)             |
| Luca Rastelli (1 janv.–25 janv.) | 29 décembre 1999  | Italie        | Green Project-Bardiani CSF-Faizanè (2023) |
|                                  |                   |               |                                           |
| Source : ProCyclingStats         |                   |               |                                           |

Victoires
| Victoires | Victoires | Victoires | Victoires | Victoires | Victoires |
| Date      | Course    | Pays      | Classe    | Vainqueur |           |
| --------- | --------- | --------- | --------- | --------- | --------- |